# Unió de Ciutadans de Geòrgia
Unió de Ciutadans de Geòrgia (georgià საქართველოს მოქალაქეთა კავშირი, Sakartvelos Mokalaketa Kavshiri, SMK) fou un partit polític georgià, fundat per Eduard Xevardnadze, president de Geòrgia entre 1992-2003 i David Chantladze, l'ex Representant General Comercial de la Unió Soviètica a Txecoslovàquia. Fou dissolt després de la Revolució Rosada de 2003.

## Història
Es va crear amb la idea de convertir-se en el motor de la modernització de la política georgiana i va aplegar gent procedent del Partit Verd Georgià i del moviment Ertoba. Es va convertir en el major grup al Parlament de Geòrgia després de les eleccions legislatives georgianes de 1995, i Eduard Xevardnadze va guanyar les eleccions presidencials del mateix any. Alhora es va integrar en la Internacional Socialista i va mantenir estrets contactes amb el Partit Laborista Britànic, el SPD, els socialdemòcrates danesos i Nou Azerbaijan
Encara que la Unió de Ciutadans va atreure un bon nombre de joves reformistes, incloent-hi Mikheil Sakaixvili, Zurab Zhvania i Nino Burjanadze, finalment el partit fou víctima de la corrupció política endèmica de Geòrgia i la creixent utilització de la manipulació electoral per part de Xevardnadze. El mateix Xevarnadze patí un atemptat el 1999, poc abans de les eleccions de 1999. El setembre de 2001, Saakaixvili va dimitir del govern de Xevardnadze i del partit afirmant que la corrupció havia penetrat fins al centre mateix del govern de Xevardnadze i que no tenien la voluntat de tractar amb ell. La controvèrsia va provocar la divisió del partit en tres faccions en conflicte, amb la suposada corrupció entre els alts membres del partit al centre de la controvèrsia.
El juny de 2002 Zurab Zhvania deixà el partit per a crear-ne el seu propi. Poc després el portaveu parlamentari Nino Burjanadze també va deixar la Unió i es va unir a Zhvania i, eventualment, amb Saakaixvili. El juny de 2003 cinc partits de l'oposició van establir el Moviment Nacional Unit per a proporcionar un focus per a l'oposició a la Unió de Ciutadans.
La Unió de Ciutadans va estar en el centre de la crisi política de novembre de 2003, quan després de les eleccions legislatives georgianes de 2003 foren desautoritzades pel fort frau electoral i les protestes populars conegudes com a Revolució Rosada obligaren Xevardnadze a dimitir. El resultat de les eleccions va ser posteriorment anul·lat i se'n convocaren unes de noves el 2004. El partit es va dissoldre poc després.